# Amphicteis scaphobranchiata
Amphicteis scaphobranchiata är en ringmaskart som beskrevs av John Percy Moore 1906. Amphicteis scaphobranchiata ingår i släktet Amphicteis och familjen Ampharetidae. Inga underarter finns listade i Catalogue of Life.